# ای‌اس‌اف‌پی
حروف نخست چهار واژهٔ Extrovert, Sensing, Feeling, Perception به معنی برونگرایی، تشخیص، احساس، ادراک که به اختصار ESFP نوشته می‌شود؛ در نشریات شاخص نوع MBTI برای اشاره به یکی از شانزده نوع شخصیت مورد استفاده قرار می‌گیرد.ارزیابی MBTI از کار کارل جونگ یونگ در روانپزشکی برجسته اش در کتاب روانشناسی او توسعه داده شد. یونگ نوعی روانشناختی را بر اساس نظریات توابع شناختی که انرا از طریق مشاهدات بالینی خود توسعه داد، پیشنهاد کرد.
از کار یونگ، دیگران نوع‌شناسی روانشناختی را توسعه دادند. ارزیابی شخصیت Jungian شامل ابزار MBTI است که توسط Isabel Briggs Myers و Katharine Cook Briggs توسعه یافته و Keersey Temperer Sorter) KTS) توسط David Keirsey توسعه داده شده‌است. Keirsey به ESFPs به عنوان Performers(مجری و نمایش گر) اشاره کرد، یکی از چهار نوع متعلق به خلق او به نام Artisan است. ESFPs حدود ۴ تا ۱۰ درصد از جمعیت را تشکیل می‌دهند.

## ابزار MBTI
تنظیمات MBTI تفاوت‌های افراد را بر اساس موارد زیر نشان می‌دهد:
- چگونه آن‌ها توجه خود را به خود جلب می‌کنند یا انرژی خود را به دست می‌آورند (برونگرایی / درونگرایی)
- چطور اطلاعات را درک می‌کنند (حسگر / شهود)
- چطور آن‌ها تصمیم می‌گیرند (تفکر / احساس)
- چگونه خود را به جهان خارج (قضاوت / درک) هدایت می‌کنند

با استفاده از اولویت آن‌ها در هر یک از این موارد، مردم آنچه را که یونگ و Myers به نوع روانشناختی می‌گویند، توسعه می‌دهند. این الگوی شخصیت پایه ناشی از تعامل پویا از چهار ترجیح آنها، در ارتباط با تأثیرات محیطی و گرایش‌های فردی خود است. افراد به احتمال زیاد رفتار، مهارت و نگرش را بر اساس نوع خاص خود توسعه می‌دهند. هر نوع شخصیت دارای نقاط قوت بالقوه خود و نیز مواردی است که فرصت رشد را فراهم می‌کنند.
ابزار MBTI متشکل از سوالات چند گزینه ای است که پاسخ دهندگان را بر اساس چهار «دوگانگی» (جفت‌های مخالف روانی) مرتب می‌کند. شانزده نتیجه متفاوت ممکن است، هر کدام با چهار حرف خود مشخص شده، که توسط حروف اول ذکر شده‌است. (N برای iNtuition استفاده می‌شود، از آنجا که I برای Introversion استفاده می‌شود). MBTI حدود ۷۵٪ با توجه به دستورالعمل خود دقیق است.
- E - برونگرایی ترجیح داده به درونگرایی: ESFPs اغلب احساس تعامل با آن‌ها را با انگیزه. آن‌ها تمایل به لذت بردن از یک دایره وسیع از آشنایان دارند و در شرایط اجتماعی به انرژی می‌رسند (در حالی که درون درون صرف انرژی می‌شود).[۵]
- S - احساس ترجیح داده به شهود: ESFPs تمایل بیشتری نسبت به انتزاعی. آن‌ها توجه خود را به جزئیات و نه تصویر بزرگ، و واقعیات فوری و نه امکانات آینده متمرکز می‌کنند.[۶]
- F - احساس ترجیح داده به تفکر: ESFPs تمایل به ارزیابی‌های شخصی بیش از معیارهای عینی است. هنگام تصمیم‌گیری، آن‌ها اغلب به مفاهیم اجتماعی بیشتر اهمیت می‌دهند.[۷]
- P - ادراک ترجیح داده به قضاوت: ESFP تمایل به محکوم کردن قضاوت و تأخیر در تصمیم‌گیری‌های مهم، ترجیح می‌دهد تا «گزینه‌های خود را باز نگه دارند» باید شرایط را تغییر دهد.[۸]

## مشخصات ESFP

### توضیحات نوع
این افراد در لحظه زندگی می‌کنند، زندگی را به بهترین شکل تجربه می‌کنند. آن‌ها از مردم لذت می‌برند به همان اندازه که از مزایای مادی. به ندرت اجازه می‌دهند که کنوانسیون‌ها در زندگی شان دخالت کنند، راه‌های خلاقانه ای را برای پاسخگویی به نیازهای انسانی پیدا می‌کنند. ESFPها بازیکنان عالی تیم هستند، متمرکز بر تکمیل کار با دست با حداکثر سرگرمی و حداقل اختلاف می‌باشند. افراد فعال، لذت بردن از تجربه‌های جدید را پیدا می‌کنند.
آنها رویکرد دستی در اکثر موارد را انجام می‌دهند. از آنجا که آن‌ها با انجام کارها بیشتر از مطالعه یا خواندن یادمی‌گیرند، تمایل دارند به چیزهایی بپردازند که با تعامل با محیطشان یادمی‌گیرند. معمولاً نظریه‌ها و توضیحات کتبی را دوست ندارند. مدارس سنتی برای ESFPها دشوار می‌باشند، اگر چه آن‌ها تمایل دارند که در هنگام مطالعه موضوع مورد علاقه‌شان بهترین را انجام دهند، یا زمانی که ارتباط یک موضوع را می‌بینند، مجاز به برقراری ارتباط با افراد هستند.
هوشیار، مفید، واقع گرا و خاص، با توجه به استانداردهای شخصی خود، تصمیم می‌گیرند. آن‌ها از قضاوت احساسی برای شناسایی و همدلی با دیگران استفاده می‌کنند. ESFPها به‌طور طبیعی با توجه به جهان اطرافشان مشتاق مشاهیر رفتار انسان هستند. آن‌ها به سرعت متوجه آنچه برای افراد دیگر اتفاق می‌افتد می‌شوند و بلافاصله به نیازهای فردی آن‌ها پاسخ می‌دهند. آن‌ها به ویژه در بسیج مردم برای مقابله با بحران‌ها بسیار خوب هستند. سخاوتمند، خوش بین و متقاعد کننده، آن‌ها در تعاملات بین فردی خوب هستند. آن‌ها اغلب به دلیل طبع گرم، دلسوزی و موقعیت‌شناسی شان نقش صلح طلب را بازی می‌کنند.
زندگی در اینجا و اینک، آن‌ها اغلب در مورد اثرات درازمدت یا پیامدهای اقدامات شان فکر نمی‌کنند. در حالی که بسیار مفید است، به‌طور کلی آن‌ها روال را نادیده می‌گیرند، بلکه می‌خواهند با جریان حرکت کنند. در حقیقت، آن‌ها واقعاً در بازی هستند. از آنجا که ESFPها با استفاده از تجربیات بهتر یادمی‌گیرند، یادگیری کلاس درس ممکن است برای بسیاری از آنها، به ویژه کسانی که دارای یک بخش بصری بسیار توسعه نیافته هستند، مشکل باشد.

### ادراک ESFPها
دیگران معمولاً ESFPها را به عنوان کاردان و حمایت کننده، و همچنین مهربان، بازیگوش و خود جوش مشاهده می‌کنند. ESFPها رضایت زیادی از زندگی دریافت می‌کنند و بودن با آن‌ها لذت بخش است. انعطاف‌پذیری و شور و شوق آن‌ها به دیگران کمک می‌کند. آن‌ها انعطاف‌پذیر، قابل انطباق، سازگار و دوست داشتنی هستند. آن‌ها به ندرت برنامه‌ریزی می‌کنند، به توانایی‌های خود برای در لحظه پاسخ دادن اعتماد دارند و به‌طور مؤثر با آنچه که ارائه می‌شود، مقابله می‌کنند. آن‌ها از ساختار و روال ناراضی هستند و به‌طور کلی روش‌هایی را برای خنثی کردن قوانین پیدا می‌کنند.

### مناطق بالقوه رشد
گاهی اوقات شرایط زندگی از ESFPها در توسعه و بیان درک و احساسات پشتیبانی نمی‌کند. اگر آن‌ها اولویت سنجش خود را توسعه ندهند، ممکن است بر اطلاعات حسی موجود در لحظه تمرکز کنند. سپس تصمیمات آن‌ها می‌تواند به رضایت خواسته‌های نفسانی، به ویژه آن‌هایی که در ارتباط با تعامل با دیگران هستند، محدود شود. اگر آن‌ها اولویت‌های احساسی خود را توسعه نداده باشند، ESFPها ممکن است در تعاملات لحظه ای با هیچ ساز و کاری برای وزن‌گیری، ارزیابی یا تکیه بر خودشان دست نیابند،
اگر ESFPها مکانی را پیدا نکنند که بتوانند از هدایای خود استفاده کنند و از مشارکت افراد قدردانی شود، معمولاً احساس ناامیدی می‌کنند و ممکن است پریشان یا بسیار هوسی به نظر برسند. آن‌ها ممکن است در پذیرش و ملاقات با مهلت مشکل داشته باشند. آن‌ها ممکن است بیش از حد حساس، درونی کردن اعمال و تصمیمات دیگران باشند.
طبیعی است که ESFPها توجه کمتری نسبت به بخش‌های خودآموزی و تفکر خود داشته باشند. اگر این بخش‌ها را بیش از حد نادیده بگیرند، ممکن است نتوانند به عواقب طولانی مدت نگاه کنند و برای نیازهای فوری خود و دیگران عمل کنند. آن‌ها همچنین ممکن است از موقعیت‌ها و افراد پیچیده و مبهم جلوگیری کنند و از تعهدات لذت بیشتری می‌برند.
تحت استرس زیاد، ESFPها ممکن است از طریق فرصت‌های منفی احساس خستگی کنند. سپس آن‌ها انرژی را برای ایجاد توضیحات جهانی ساده برای منفی بودنشان به کار می‌برند.

### ESFPهای قابل توجه
با توجه به Keirsey، بر اساس مشاهدات رفتار، Performers قابل توجه ممکن است شامل بیل کلینتون، رونالد ریگان، مریلین مونرو، کریستیانو رونالدو و پابلو پیکاسو باشد.

همین‌طور لارن جوزف الیسون از جمله افراد مشهوری است که این تیپ شخصیتی را داراست. او بنیان‌گذار و مدیر ارشد فناوری اوراکل است. 
" اگر بتوانید به دیگران کمک کنید، احساس خوبی خواهید داشت. هر چه بیشتر بتوانید به دیگران کمک کنید نسبت به خودتان حس بهتری خواهید داشت و لذت بیشتری را تجربه خواهید کرد." [پرسیدند که آیا ورزش‌های شدید باعث می‌شود او احساس ترس کند؟] "من قطعاً احساس استرس کمی می‌کنم، اگر فقط یک جت جنگنده خریدم و برای اولین بار پرواز هواپیما را نزدیک به زمین انجام دهم. آن را ترس نمی‌دانم."

## توابع شناختی

دیاگرام نشان دهنده توابع شخصیتی

نمودار توابع شناختی هر نوع. یک رنگ پس زمینه نشان دهنده نوع عملکرد Dominant آن است و رنگ متن آن تابع کمکی آن را نشان می‌دهد.
ایزابل مایرز، بر اساس نظریهٔ یونگ، پیشنهاد کرد که توابع شناختی (سنجش، شهود، تفکر و احساس) برای هر نوع شخصیت یک سلسله مراتب را تشکیل می‌دهند. این سلسله مراتب الگوی رفتار پیش فرض شخص را نشان می‌دهند،
تابع Dominant نوعی نقش شخصیتی است که با آن راحت‌تر درک می‌شود. عملکرد ثانویهٔ کمکی برای حمایت و گسترش تابع Dominant است. اگر Dominant یک تابع جمع‌آوری اطلاعات (سنجش یا شهود) است، کمکی یک تصمیم‌گیری (تفکر یا احساس) و بالعکس است. عملکرد ترتیاری کمتر از Dominant و Auxiliary توسعه یافته‌است، اما در طول زمان بالغ می‌شود، توانایی‌های فرد را از بین می‌برد. عملکرد پایین‌تر، ضعف کشندهٔ نوع شخصیت است. این عملکردی است که آن‌ها با آن راحت هستند. مثل ترتیب، عملکرد پایین‌تر با بلوغ تقویت می‌شود.
یونگ و مایرز نگرش کمکی، ترتیب و توابع پایین‌تر را در مقابل Dominant قرار دادند. در این تفسیر، اگر تابع غالب می‌شود، آنگاه سه تای دیگر در درون هستند و بالعکس. با این حال، بسیاری از تمرین کنندگان مدرن معتقدند که نگرش عملکرد ترتیادی همانند Dominant است.
با استفاده از تفسیر مدرن تر، عملکرد شناختی ESFP به شرح زیر است:

### غالب: حس غریب (Se)
Se بر تجارب و احساسات فوری و فیزیکی تمرکز دارد. با آگاهی حاد محیط اطراف، واقعیت‌ها و جزئیات مربوطه را به خط مقدم می‌رساند و ممکن است منجر به اقدامات خود به خود شود.

### کمکی: احساس درونی (Fi)
Fi اطلاعات را براساس تفسیرهای ارزشمند تشکیل می‌دهد و قواعد را با توجه به معیارهایی که غالباً نامحسوس هستند تشکیل می‌دهد.
Fi به‌طور مداوم مجموعه ای از ارزش‌های داخلی مانند هماهنگی و صحت را متعادل می‌کندبرای مثال به تمایز ظریفانه پی می‌برد، Fi به‌طور ذاتی احساس می‌کند که چه چیزی خوب است و چه بد در یک وضعیت.

### تربیت: تفکر غریزی (Te)
Te سازماندهی و برنامه‌ریزی ایده‌ها و محیط زیست برای اطمینان از پیگیری کارآمد و مولد اهداف. شما برای توضیحات منطقی برای اقدامات، رویدادها و نتیجه‌گیری‌ها به دنبال استدلال اشتباه می‌پردازید و به‌طور پیوسته از بین می‌رود.

### پایین‌تر: شهود درونی (Ni)
Ni سعی می‌کند به اقدامات یا دستگاه‌های نمادین، پارادوکس‌های ظاهری را ایجاد کند که قبلاً غیرقابل تصور بوده‌است. این واقعیت‌ها با این اطمینان به وجود می‌آیند که نیاز به اقدام برای تحقق یک چشم‌انداز جدید از آینده دارند، راه حل‌هایی که ممکن است شامل سیستم‌های پیچیده یا حقایق جهانی باشد.

### توابع سایه
بعدها محققان شخصیتی (به ویژهLinda V. Berens) [15] چهار تابع اضافی را به سلسله مراتب نزولی اضافه کرده‌اند، به اصطلاح «سایه» توابع که فرد به‌طور طبیعی تمایل ندارد، اما می‌تواند زمانی که فرد تحت استرس است ظهور کند. برای ESFP، این توابع سایه (به ترتیب) هستند:
- سنجش درونی (Si): داده‌ها را در لحظه کنونی جمع‌آوری می‌کند و آن را با تجربه‌های گذشته مقایسه می‌کند، فرایندی که گاه احساسات مربوط به حافظه را تحریک می‌کند، به طوری که موضوع آن را تحریک می‌کند. برای محافظت از آنچه که آشناست، Si بر تاریخ متمرکز می‌شود تا اهداف و انتظارات را در مورد آنچه که در آینده اتفاق می‌افتد، شکل دهد.[۱۵]
- احساس غریزی (Fe): به دنبال ارتباطات اجتماعی و ایجاد تعاملات هماهنگ با رفتار مؤدبانه، محتاطانه و مناسب است. Fe به واکنش‌های صریح (و ضمنی) دیگران پاسخ می‌دهد و حتی ممکن است درگیری داخلی بین نیازهای خود موضوع و تمایل به پاسخگویی به نیازهای دیگران ایجاد کند.[۱۶]
- تفکر درونی (Ti): به دنبال دقت، مانند کلمه دقیق برای بیان ایده است. این تمایز دقیقه را مشخص می‌کند که ماهیت چیزها را تعریف می‌کند، سپس آن‌ها را تجزیه و تحلیل و طبقه‌بندی می‌کند. Ti به‌طور همه‌جانبه یک موضوع را بررسی می‌کند، به دنبال حل مشکلات می‌گردد در حالی که تلاش و خطر را به حد اقل می‌رساند. از مدلها برای ریشه کن کردن تناقض منطقی استفاده می‌کند.[۱۷]
- شهامت فوق‌العاده (Ne): معانی پنهان را پیدا می‌کند و تفسیر می‌کند، با استفاده از سوالات «چه می‌شد اگر» برای کشف جایگزین، اجازه می‌دهد چندین امکان همکاری وجود داشته باشد. این بازی تخیلی، بینش‌ها و تجارب از منابع مختلف را با هم ترکیب می‌کند تا کل کل جدیدی را شکل دهد که می‌تواند به عنوان یک کاتالیزور برای اقدام تبدیل شود.[۱۸]

### نوع و رشد شخصی
هر شخص منحصر به فرد است؛ هیچ نوع «درست» یا «اشتباهی» وجود ندارد. هدف از یادگیری در مورد نوع شخصیت این است که خود را بهتر درک کنیم و روابط را با دیگران تقویت کنیم. نتایج بر روی MBTI نشانگر نوع احتمالی بر اساس انتخاب‌هایی است که هنگام پاسخ دادن به سوالات ارائه شده‌است؛ با این حال، تنها فرد می‌تواند اولویت نوع خود را تعیین کند. علاوه بر این، نوع شخصیتی همه چیز را توضیح نمی‌دهد. شخصیت انسان بسیار پیچیده‌است.